# Venus Lacy
Venus Milette Lacy (nacida el 9 de febrero de 1967 en Chattanooga, Tennessee) es una exjugadora de baloncesto estadounidense. Consiguió la medalla de oro olímpica con  Estados Unidos en los Juegos Olímpicos de Atlanta 1996.